# Denton (Carolina del Norte)
Denton es un pueblo ubicado en el condado de Davidson y en el estado estadounidense de Carolina del Norte. La localidad en el año 2000, tenía una población de 1.450 habitantes en una superficie de 4,6 km², con una densidad poblacional de 317,2 personas por km².

## Geografía
Denton se encuentra ubicado en las coordenadas 35°58′14″N 79°59′51″O / 35.97056, -79.99750. Según la Oficina del Censo, la localidad tiene un área total de 4,6 km² (1,8 mi²), de la cual 4,6 km² (1,8 mi²) es tierra y 0 km² (0 mi²) (0.56%) es agua.

### Localidades adyacentes
El siguiente diagrama muestra a las localidades en un radio de 28 kilómetros (17,4 mi) de Denton.

## Demografía
En el 2000 la renta per cápita promedia del hogar era de $40.137, y el ingreso promedio para una familia era de $48.057. El ingreso per cápita para la localidad era de $21.303. En 2000 los hombres tenían un ingreso per cápita de $34.411 contra $25.293 para las mujeres. Alrededor del 13.20% de la población estaba bajo el umbral de pobreza nacional.